# Élections municipales azerbaïdjanaises de 2019
Les élections municipales azerbaïdjanaises de 2019 ont lieu le 23 décembre 2019 en Azerbaïdjan  afin de renouveler les sièges de conseillers des municipalités du pays,.